# Galerie Rose

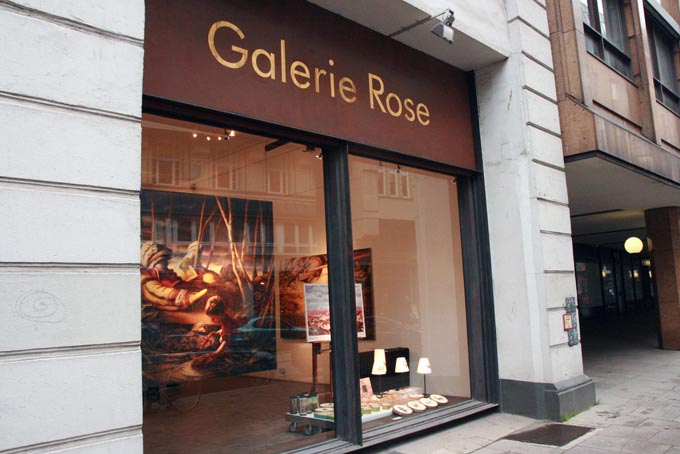
Galerie Rose in Hamburg

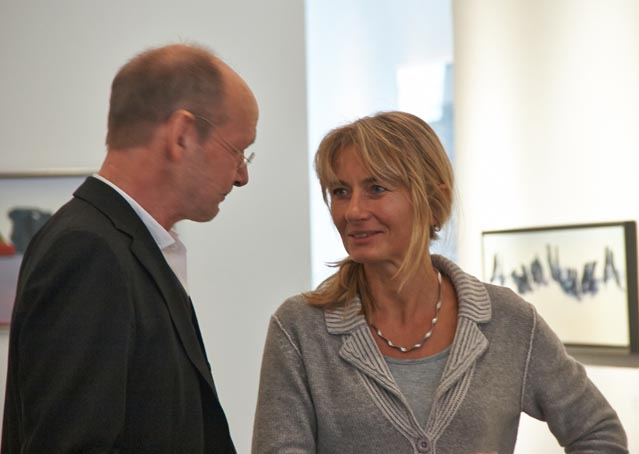
Dirk Rose im Gespräch mit der Künstlerin Christine Reinckens

Die Galerie Rose wurde 1981 in Hamburg-St. Georg gegründet. Sie zog um 1990 in die Hamburger Altstadt.
In wechselnden Ausstellungen und mit verschiedenen Events werden Arbeiten zeitgenössischer Künstler präsentiert.

## Geschichte
Der Gründer und Inhaber Dirk Rose (* 17. Mai 1944 bis † 23. Juli 2022) lebte bis etwa 1980 in Berlin. Nach dem Abitur studierte er Kunstgeschichte und eröffnete nach dem Abschluss des Studiums zusammen mit einer Freundin eine Galerie in Berlin. 1981 zog er nach Hamburg und eröffnete abermals eine Galerie für zeitgenössische Kunst: Galerie Rose.
Sie gehörte bis zur Schließung mit zu den bedeutendsten Galerien Hamburgs, die zeitgenössische Kunst zeigen.
Auf Grund von Umsatzeinbußen schloss Dirk Rose zum Ende des Jahres 2015 die Galerie.
Hilde Leiss, Galeristin für Schmuck sowie internationales Kunsthandwerk, übernahm die benachbarte Galerie Rose für zeitgenössische bildende Kunst und führt diese weiter.
Dirk Rose verstarb am 23. Juli 2022 im Alter von 78 Jahren. Seine Urne wurde im engsten Kreis der Familie anonym begraben.

## Künstler der Galerie Rose (Auswahl)
- Karlheinz Biederbick
- Gudrun Brüne
- Brian Fitzgibbon
- Hans Grundig
- Lea Grundig
- Bernhard Heisig
- Kurt Mühlenhaupt
- Albert Schindehütte
- Robert Schlosser
- Jan Peter Tripp
- Arno Waldschmidt

## Ausstellungen (Auswahl)
- Willy Colberg, 1997

- Andreas Homberg, 22. Mai 2014 – 27. Juli 2014
- Acchrochage, 14. Februar 2014 – 19. April 2014
- Ein Malersymposium, 9. Januar 2014 – 28. Februar 2014
- Meike Lipp: Die tanzenden Farben, 19. November 2013 – 31. Dezember 2013
- Christine Reinckens, 5. November 2013 – 15. Dezember 2013
- 7 malen am Meer, 26. Juli 2013 – 24. August 2013
- Bilder und Grafik aus Privatsammlungen, 6. Juni 2013 – 20. Juli 2013
- Thomas Jastram: Bronzeskulpturen und Zeichnungen, 12. April 2013 – 31. Mai 2013
- H. D.Tylle: Hier und dort und vor Ort, 5. Dezember 2012 – 1. Februar 2013
- Bilder von Andreas Homberg, André Krigar, Günter Olbrisch und H.D. Tylle, 14. Februar 2013 – 30. März 2013
- Justine Albronda und Edwin Hagendoorn, 6. September 2012 – 20. Oktober 2012

## Kataloge der Galerie Rose (Auswahl)
- Simon Gaon, Katalogbroschüre zur Ausstellung im Februar und März 2008, Galerie Rose, Hamburg
- André Krigar, Katalog zur Ausstellung Hierher zieht es mich immer wieder ..., Sept. und Okt. 2013, Galerie Rose, Hamburg
- Andreas Homberg, Katalog zur Ausstellung Neue Bilder, Mai/Juni 2010, Galerie Rose, Hamburg
- Karlheinz Biederbick, Katalog zur Ausstellung Reliefminiaturen in Terracotta, 1998–2008, Galerie Rose, 2009, Hamburg
- Antje Fretwurst-Colberg, Katalogbroschüre zur Ausstellung Neue Bilder, Februar und März 2009, Galerie Rose, Hamburg

## Beteiligung
Die Galerie Rose ist Mitglied im Verband „Galerien in Hamburg“.

## Besprechungen
- Kritischer Realismus in der Galerie Rose
- Utopie der Wirklichkeit
- H.D. Tylle: Ansichten aus der Arbeitswelt

## Nachweise
1. ↑  Katalogbroschüre 30 Jahre der Galerie Rose, 2011.
2. ↑  Mitteilung im Hamburger Abendblatt, abgerufen am 18. Februar 2016.
3. ↑  https://commons.wikimedia.org/wiki/File:Dirk_Rose,_Auszug_aus_einer_Zeitung.webp, Auszug aus einer Tageszeitung mit einem Nachruf.
4. ↑  https://www.galerien-in-hamburg.de

- DNB 1050011872
- DNB 1050011996